# Route nationale 87 (Nouvelle-Zélande)
State Highway 87 (SH 87) est une route du réseau des routes nationales d’état (en) dans l’Île du Sud de la Nouvelle-Zélande desservant la plaine de Taieri (en) et la vallée de Strath-Taieri (en) dans la région d’Otago, dans l’ Île du Sud reliant la ville de Mosgiel à la localité de Kyeburn sur le flanc est de la plaine de Maniototo (en).
La highway est une 2 voies sur l’ensemble de sa longueur  et il y a 4 série de zone d’éclairage du trafic au niveau de la ville de Mosgiel.

## Trajet
SH 87 quitte la NZSH 1 au niveau d’une jonction située à l’extrémité sud-ouest de l’autoroute sud de Dunedin (en), immédiatement au sud de la ville de Mosgiel.
Elle  circule en direction du nord à travers la ville en constituant ainsi la rue principale nommée: Gordon Road, avant de prendre la direction de l’ouest, le long de l’ange nord de la plaine de Taieri (en).
La route nationale grimpe le flanc nord-est des collines du Maungatua (en), peu après être passée à travers la localité d’Outram (où elle croise le fleuve Taieri), sur son trajet devenant nord-ouest.
Le trajet continue au-delà des petits villages de «Lee Stream» et de «Clarks Junction» avant de tourner au nord-est pour dominer la large vallée de Strath Taieri (en).
Après être passée à travers la localité de Sutton, la highway atteint la ville de Middlemarch.
A partir de la localité de Sutton, la route nationale circule tout près du cour du fleuve Taieri et à partir de Middlemarch le Otago Central Rail Trail ou chemin de randonnées de Central Otago circule aussi à proximité de la route.
La route nationale continue vers le nord-est au-delà de la localité de Hyde avant d’émerger dans la partie supérieure de la plaine de The Maniototo (en).
La highway se termine au niveau de la localité de Kyeburn, à 15 km à l’est de la ville de Ranfurly, à sa jonction avec la route State Highway 85/ NZSH 85 (en).

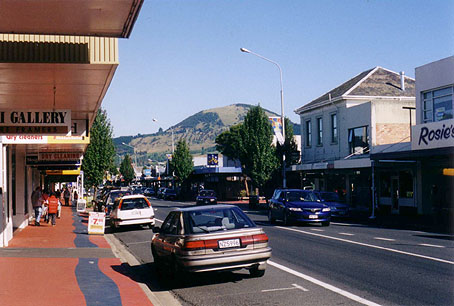
SH 87 sous le nom de Gordon Road au niveau de Mosgiel
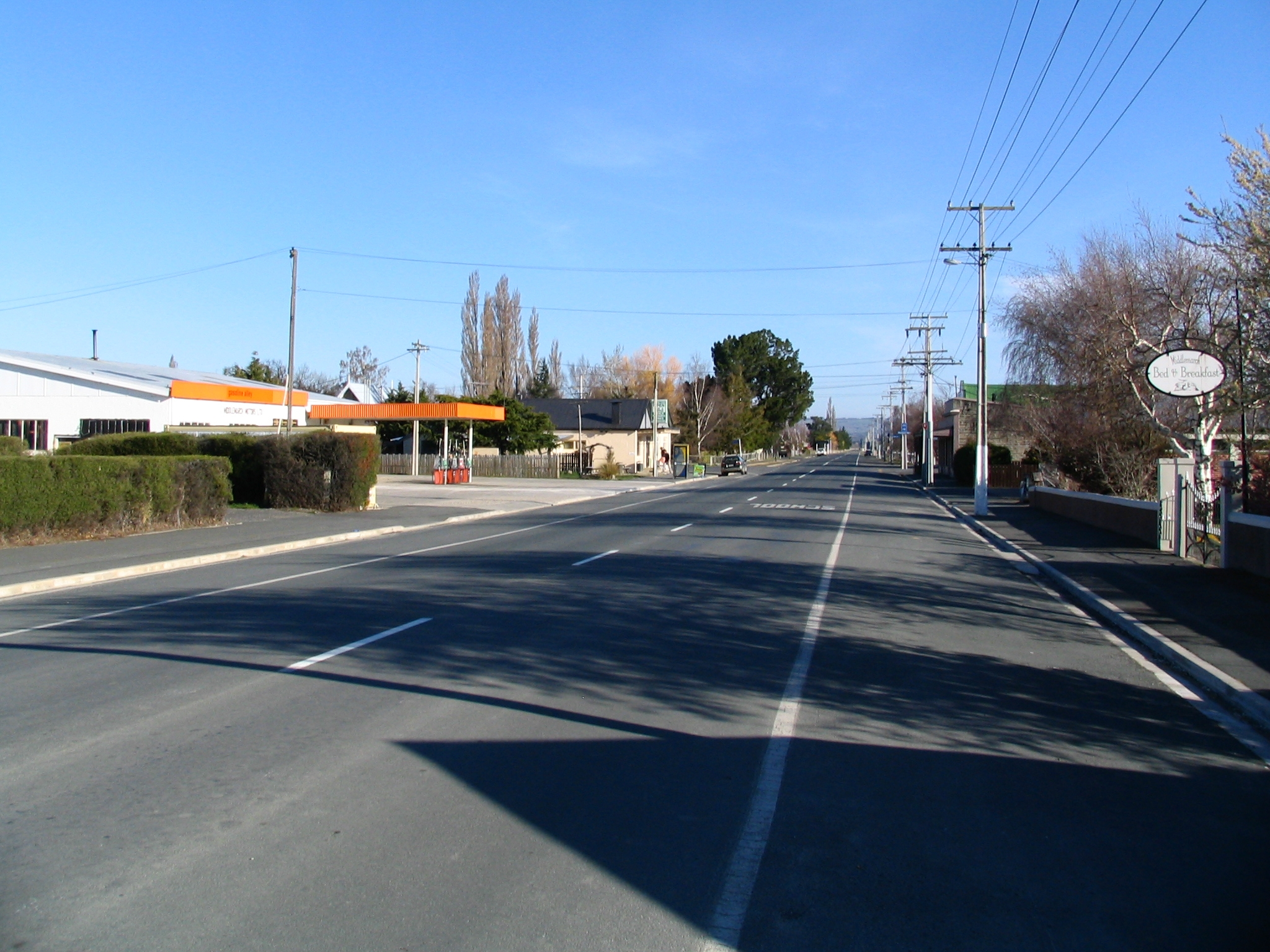
En regardant vers le sud le long de la State Highway 87 au niveau de la localité de Middlemarch